# Фредерик (Колорадо)
Фредерик (енгл. Frederick) град је у америчкој савезној држави Колорадо.

## Демографија
По попису из 2010. године број становника је 8.679, што је 6.212 (251,8%) становника више него 2000. године.
| Група             | 2000.         | 2010.         |
| Белци             | 1.895 (76,8%) | 7.043 (81,1%) |
| Афроамериканци    | 14 (0,6%)     | 47 (0,5%)     |
| Азијати           | 20 (0,8%)     | 181 (2,1%)    |
| Хиспаноамериканци | 515 (20,9%)   | 1.222 (14,1%) |
| Укупно            | 2.467         | 8.679         |